# Jimmy Sabater
Jimmy Sabater, (Jaime Sabater), (New York, 11 aprile 1936 – Bronx, 8 febbraio 2012), è stato un musicista, compositore e arrangiatore statunitense di ascendenza portoricana. Vincitore per tre volte della Association of Latin Entertainment Critics (ACE Awards), è stato un cantante e suonatore di timbales. Ha guadagnato fama internazionale grazie al suo lavoro con il Joe Cuba Sextet negli anni '60 e '70 e in seguito è diventato il cantante principale di vari gruppi tra cui il Combo Gigante di Charlie Palmieri. Suo figlio, Jimmy Sabater Jr., è un trombettista e un bandleader.

## Biografia

### Primi anni
Sabater era il figlio di Néstor Sabater e Teresa González di Ponce, Porto Rico. Nato Jaime Sabater all'Harlem Hospital di New York, crebbe a East Harlem, il quartiere spagnolo di New York City noto come "El Barrio". Come la maggior parte degli adolescenti del quartiere, giocava a stickball, faceva volare aquiloni e intonava le melodie dei popolari gruppi R & B e dei cantanti del giorno come Nat King Cole.
Fu ispirato da percussionisti come Willie Bobo, Uba Nieto, Papi Pagani, Monchito Muñoz e Willie Rodríguez. Con l'incoraggiamento di molti di questi stessi batteristi che provenivano da "El Barrio", Sabater si esercitava suonando i timbales, il set di tamburi in piedi resi famosi dal "Rey del Timbal", Tito Puente. Fu qui, durante una partita di stickball del 1951 tra i Diavoli e i Viceré della 112ª Strada, che la vita di Sabater avrebbe compiuto una svolta storica. Un giovane di nome Gilberto Calderón dei Diavoli incontrò Sabater e lo invitò a una festa. I due diventarono subito amici. Avevano molto in comune, entrambi volevano essere musicisti per essere stati influenzati dalla musica di Machito, Marcelino Guerra, Noro Morales, Tito Puente e Tito Rodríguez.

### Joe Cuba Sextet
Il 1954 vide il Joe Panama Sextet come uno dei gruppi musicali più popolari di Spanish Harlem. Quando il conguero di Panama, o suonatore di conga, lasciò il gruppo, Sabater raccomandò il suo amico Gilberto per il lavoro. Poco dopo il bandleader Joe Panama licenziò i suoi collaboratori e li sostituì con altri. I musicisti ora disoccupati, che comprendevano il vocalist Willie Torres e il pianista Nick Jiménez, formarono un gruppo che comprendeva il bassista Roy Rosa, il vibrafonista Tommy Berríos, Sabater e il conguero Gilberto Calderón (che era stato selezionato dai musicisti per dirigere la band).
Una sera il gruppo apparve al La Bamba Club nel centro di Manhattan sotto il nome di "The Joe Panama Sextet". Quando la madre di Panama minacciò di citare in giudizio Gilberto se avesse continuato a usare il nome, il promotore Catalino Rolón raccomandò che il gruppo cambiasse il suo nome in "The Joe Cuba Sextet". Suonavano nei club di "El Barrio" e nei locali di New York come The Pines Resort.
La popolarità del Cuba Sextet cominciò a salire quando José "Cheo" Feliciano si unì al gruppo. Ciò accadde quando il vocalist della band di José Curbelo, Santitos Colón, sostituì Gilberto Monroig nella band di Tito Puente. Willie Torres lasciò quindi il Sestetto di Joe Cuba e rimpiazzò Santitos nell'orchestra di Curbelo. Questo consentì a Cheo di lavorare con Joe Cuba e la cosa funzionò perfettamente per Cuba. Feliciano fu scelto per cantare canzoni con testi spagnoli, mentre Sabater avrebbe dovuto cantare canzoni con testi in inglese.
Tra la fine degli anni '50 e l'inizio degli anni '60, il Cuba Sextet registrò il marchio Mardi Gras, aumentando costantemente la sua popolarità. Nel 1962 la Seeco Records registrò l'album di Joe Cuba Steppin' Out. Questo album sarebbe diventato un "successo mostruoso" e Sabater sarebbe entrato nella storia, perché nell'album cantava To Be With You di Willie Torres e scrisse e cantò anche la canzone Salsa y Bembe, che potrebbe forse essere il primo riferimento conosciuto alla "Salsa" come genere musicale. Nick Jimenez compose la melodia, ma la decisione di Cuba di far cantare i testi a Sabater lo portò ad un riconoscimento internazionale quasi immediato.
Il Cuba Sextet firmò con la Tico Records nel 1964. Con lo stile vocale morbido e regolare di Sabater il gruppo aveva ottenuto una straordinaria fama, sia negli Stati Uniti sia in tutto il mondo. Nel 1966 registrarono due album, We Must Be Doing Something Right e Wanted Dead or Alive. …Something Right ottenne un risultato straordinario grazie alla composizione di successo El Pito (I'll Never Go Back to Georgia). Wanted... fu un disco di riferimento perché fu il primo album in stile boogaloo a vendere un milione di dischi. Ciò avvenne in larga misura per merito di un'altra straordinaria composizione di Sabater e Jiménez intitolata Bang Bang. Durante gli anni '70 e '80 Sabater ebbe anche una fiorente carriera come solista, pubblicando gli album The Velvet Voice of Jimmy Sabater, El Hijo de Teresa e Solo.

### Nuovi progetti e lavoro da solista
Nel 1977 Sabater lasciò il Joe Cuba Sextet. Dal 1977 al 1981 fu il vocalista principale di Al Levy. Nel 1980 Sabater registrò Gusto sull'etichetta Fania Records. Nel 1982 diresse "El Combo Gigante" insieme a Charlie Palmieri fino alla morte di quest'ultimo nel 1988. Il 12 novembre 1997 Sabater fu destinatario di un premio della Città di New York per il suo contributo alla qualità della vita nella città ed anche in segno di apprezzamento per il suo lavoro dal 1956. Ricevette anche il premio "Outstanding Musician of the Year" (Eccezionale musicista dell'anno) dal Revisore dei conti della città di New York, Alan G. Hevesi.
Nel 1998 Sabater diventò il cantante principale del Latin Septet "Son Boricua", diretto dal Maestro José Mangual Jr. Il loro primo album, intitolato Son Boricua, vinse l'ACE Award come migliore nuova pubblicazione latina di quell'anno. Un secondo, e più di recente, un terzo premio ACE per gli album Homenaje a Cortijo y Rivera e Mo!. Gli album successivi furono Clasicos 60s, uscito nel 2002 e Fabulosos 70s, uscito nel 2004, che comprendevano rivisitazioni di canzoni classiche di salsa, originariamente di Josa Manugual Jr., Eddie Palmieri ed altri. Nel 2002 Sabater registrò due versioni del classico Mama Guela, una con la sua band Son Boricua e una come cantante ospite con la Spanish Harlem Orchestra.

### Morte
Sabater morì a febbraio 2012, all'età di 75 anni, a causa di complicazioni di una malattia cardiaca, secondo suo figlio, Jimmy Sabater Jr.

## Discografia
- The Velvet Voice of Jimmy Sabater (Tico, 1967), con Joe Cuba
- Solo (Tico, 1969), con Ray Barretto
- El Hijo de Teresa (Teresa's Son) (Tico, 1970)
- Mano a Mano Melódico (Tico, 1971), con Bobby Cruz
- To Be With You (Mucho Love & Lotsa Boogie) (Salsa Records, 1976)
- Gusto (Fania Records, 1980)
- Mo! (Cobo, 2001) con José Mangual Jr.